# Cheirodendron
Cheirodendron là chi thực vật có hoa trong họ Araliaceae.

## Hình ảnh

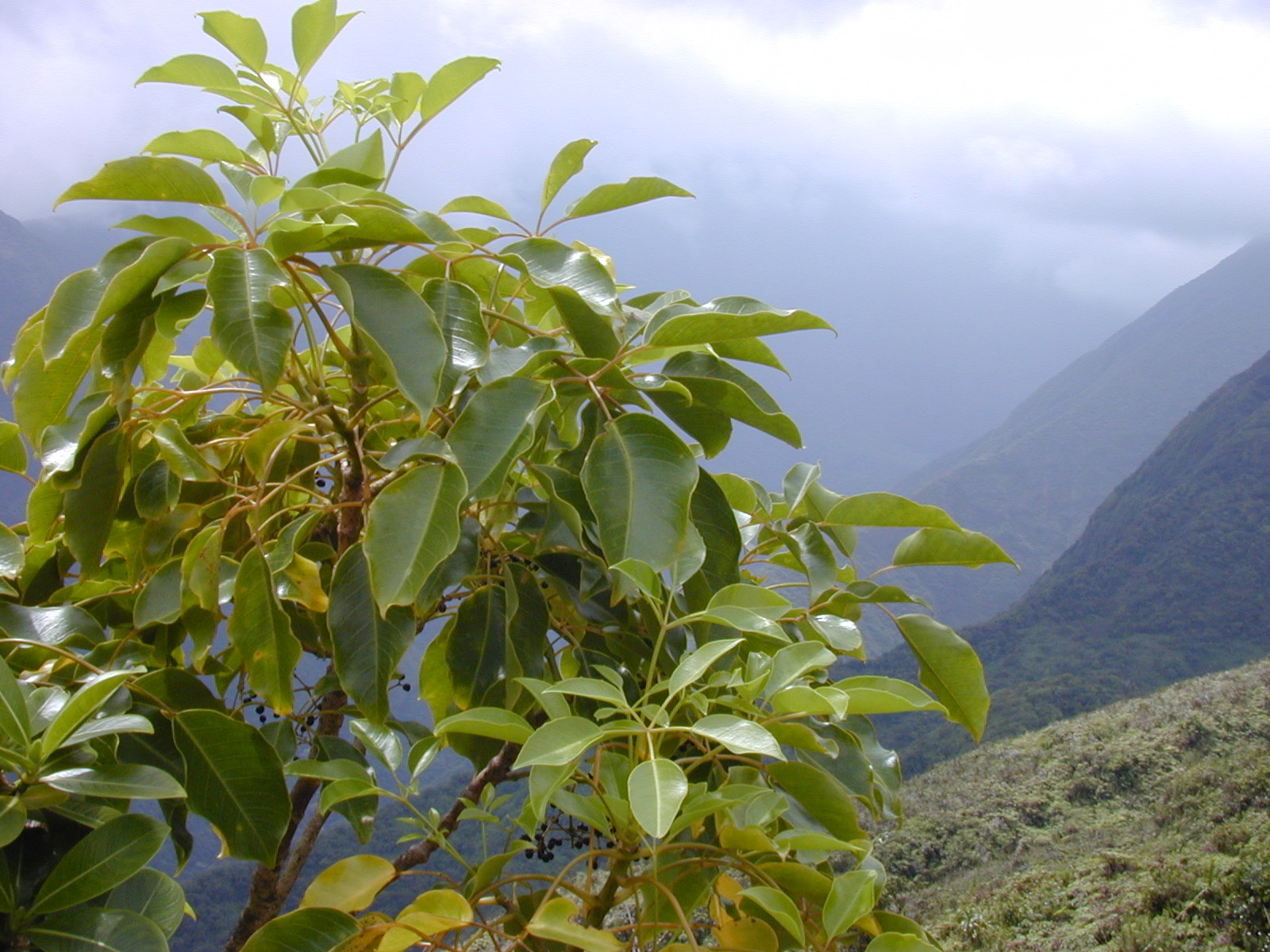